# Сергеј Сидорски
Сергеј Сергејевич Сидорски (блр. Сяргей Сяргеевіч Сідорскі; Гомељ, 13. март 1954) је шести по реду премијер Белорусије. Постављен је 10. јула 2003. године као привремено решење након смене Генадија Новицког, а 19. децембра исте године је проглашен за сталног премијера. По занимању је доктор електротехничких наука.